# Amna Nurhusein
Amna Nurhusein là Bộ trưởng Bộ Y tế tại Eritrea. Bà trước đây là Bộ trưởng Bộ Du lịch. Bà đã được nâng lên vị trí này vào năm 2001.